# Marta Sánchez Soler
Marta Sánchez Soler   (França, 1941) és una sociòloga i activista mexicana. És la presidenta del Moviment Migrant Mesoamericà (MMM), moviment iniciat el 2006, que té com a objectiu ajudar a les mares de migrants desapareguts a trobar els seus migrants perduts, viatjant a través de caravana durant diversos dies al llarg de les rutes que solen fer durant el viatge il·legal als Estats Units.El 2016, va ser una de les 9 dones llatinoamericanes més influents en la llista 100 Women (BBC).

## Biografia
Sánchez Soler va néixer a França l'any 1941, filla d'uns refugiats que fugien de l'Espanya franquista. Es va criar a Mèxic i després va completar els seus estudis universitaris als Estats Units, especialitzant-se en ciències socials a la Universitat Estatal de San Diego de Califòrnia. El seu segon marit, José Jacques y Medina, era un activista estudiantil, que va fugir als Estats Units per evitar una detenció durant el Moviment Estudiantil Mexicà de 1968.

## Carrera
En la primera part de la seva carrera, Sánchez va treballar com a mestra en l'àrea marginada del sud de Califòrnia. Després va passar molts anys treballant amb poblacions empobrides. Fins a la dècada de 1990 Sánchez va treballar en l'educació i defensa dels drets humans de les persones marginades. Va ser responsable d'implementar el Memoràndum d'Entesa sobre Educació d'Adults a la Baixa Califòrnia, que va ser signat pels presidents de Mèxic i dels Estats Units. Va desenvolupar materials educatius regionals a la Baixa Califòrnia per millorar la qualitat de l'educació impartida als estudiants migrants. Com professora, va ajudar a millorar l'educació de poblacions considerades geogràficament disperses i marginades a la Baixa Califòrnia.
El 2005, Sánchez va ajudar a establir la Caravana de Mares Centreamericanes, on les mares busquen als seus fills que poden haver estat arrestats, segrestats o desapareguts en el seu viatge per Mèxic als Estats Units. Cada any, des de la fundació del grup, mares de tots els països centreamericans es reuneixen i busquen en les rutes migratòries els membres de la família que han desaparegut. Per sensibilitzar sobre el tema, Sánchez participa en conferències, com la 2a Reunió Mesoamericana de Defensors dels Drets Humans, celebrada en El Salvador el 2013.
El 2006, Sánchez i el seu marit, van fundar el Moviment Mesoamericà de Migrants, per facilitar millor les caravanes i pressionar per l'acció governamental per protegir als migrants. Juntament amb el moviment, Sánchez Soler opera una caravana amb mares centreamericanes d'Hondures, Nicaragua, El Salvador i Guatemala, que viatgen cada any per trobar als seus fills i conscienciar sobre els riscos que enfronten els migrants. Viatjant al llarg de Mèxic, però amb el focus a la frontera sud-est per on la majoria dels migrants entren al país, Sánchez ha liderat grups durant més d'una dècada, que ha permès la localització de més de 250 centreamericans entre els desapareguts.
Sánchez i altres tres activistes, Pilar Arrese Alcala, Claudia Medina Tamariz i Brenda Rangel Ortiz van assistir a la Cimera de Líders Nord-americans a mitjan 2016 per instar als líders del Canadà, Mèxic i els Estats Units a fer front als problemes de detenció, desaparició i tortura, que han assotat a diversos estats de Mèxic durant l'última dècada a conseqüència de la guerra contra les drogues.